# Šmarjahu Ben Cur
Šmarjahu Ben Cur (hebrejsky שמריהו בן-צור‎) je izraelský politik a bývalý poslanec Knesetu za Národní náboženskou stranu.

## Biografie
Narodil se 25. března 1944 v Jemenu. V roce 1950 přesídlil do Izraele. Sloužil v izraelské armádě, kdd dosáhl hodnosti desátníka (Rav Tura'i). Získal bakalářské vzdělání na Hebrejské univerzitě a magisterský titul z politologie na Bar-Ilanově univerzitě. Pracoval jako učitel. Hovoří hebrejsky a anglicky.

## Politická dráha
Působil jako inspektor na ministerstvu školství, předsedal Svazu izraelských náboženských učitelů a byl generálním tajemníkem Svazu izraelských učitelů. Založil a vedl Světový svaz učitelů tóry.
V izraelském parlamentu zasedl po volbách v roce 1996, v nichž kandidoval za Národní náboženskou stranu. Byl členem výboru pro vzdělávání a kulturu, výboru práce a sociálních věcí, výboru pro drogové závislosti a výboru pro zahraniční dělníky. Zastával rovněž post místopředsedy Knesetu a předsedy poslaneckého klubu své strany.
Ve volbách v roce 1999 mandát neobhájil.